# Julio Lagos (militaire)
Julio Alberto Lagos, né en février 1901 à Buenos Aires et mort le 11 octobre 1975 à Martínez (province de Buenos Aires), est un militaire et diplomate argentin. 
Il fut l’un des fondateurs et chefs de file du Groupe d’officiers unis (en abrégé GOU) et joua un rôle de premier plan dans le coup d’État de juin 1943 et dans la dictature militaire subséquente dite Révolution de 1943. Après avoir servi comme attaché militaire au Chili de 1944 à 1945, puis comme commandant de la compagnie motorisée Patagonia en 1948, et ensuite — ayant entre-temps adhéré au péronisme — comme gouverneur militaire de Comodoro Rivadavia de 1949 à 1950, il fut nommé en 1952 commandant de la deuxième armée, dite armée des Andes. Il prit ses distances avec le péronisme en 1954, lorsque le gouvernement de Juan Perón affronta l’église catholique et mit en place le culte de la personnalité. En septembre 1955, détenteur du grade de lieutenant-colonel, il fut l’un des chefs militaires qui prirent part au coup d’État de septembre 1955 qui renversa le président constitutionnel Juan Perón, et à la dictature autodénommée Révolution libératrice qui s’ensuivit. Il occupa le poste de commandant en chef de l’armée argentine de septembre de la même année jusqu’à juin 1956, date à laquelle il sollicita sa mise à la retraite en raison de désaccords avec le gouvernement d’Aramburu. Il remplit par la suite plusieurs missions diplomatiques à l’étranger.

## Ascendance et famille
Issu d’une famille traditionnelle de Buenos Aires, petit-fils du général Hilario D. Lagos, Julio Alberto Lagos naquit du mariage de Julio Alberto Lagos de la Fuente avec Amalia Schoo. Il épousa Clara Terrero Solá, avec laquelle il eut sept enfants : Clara, Julio Alberto, Fernando, Silvia, María, Martín et Miguel.

## Carrière
En 1930, alors premier-lieutenant, Lagos fut désigné par le général José Félix Uriburu membre de son état-major, aux côtés du lieutenant-colonel Álvaro Alsogaray et du lieutenant Arturo Ossorio Arana, parmi d’autres. Il devint ensuite professeur en fortifications et en transmissions à l’École supérieure de guerre à Buenos Aires.
Il fut l’un des fondateurs du Groupe d’officiers unis (en abrégé GOU), dont beaucoup des membres feront partie ensuite du gouvernement militaire issu de la Révolution de 1943, qui mit fin au régime de la Décennie infâme et au gouvernement du président Ramón Castillo. Lagos prit du service au sein du Renseignement militaire, puis exerça comme directeur national de la Poste.
Dans les années suivantes, sous les deux gouvernements de Juan Perón (1946-1952, et 1952-1955), Lagos poursuivit sa carrière militaire, atteignant le grade de général de division fin 1951. Il fut attaché militaire à l’ambassade d’Argentine au Chili, et travailla ensuite d’abord comme commandant du bataillon motorisé Patagonia, puis, de 1949 à 1950, comme gouverneur du gouvernorat militaire de Comodoro Rivadavia (ancienne subdivision administrative qui coïncidait avec certaines parties des actuelles province de Santa Cruz et de Chubut). 
En septembre 1955, Lagos fut l’un des officiers supérieurs à l’origine des actions militaires qui aboutiront au renversement de Juan Perón le 23 septembre 1955. Le pronunciamiento du général Eduardo Lonardi à Córdoba le 16 septembre donna le coup d’envoi au coup d’État, mais le soulèvement militaire n’évolua réellement en faveur des rebelles que le 19 septembre, après que les troupes de l’armée des Andes à Cuyo, sous le commandement de Lagos, se furent à leur tour soulevées.

« Celui qui assuma la présidence du gouvernement provisoire était le général Lonardi, de qui il a été dit qu’il fut l’auteur de la Révolution, mais il ne fut pas pour autant le chef de la Révolution. C’était, à tout moment, aux ordres du général Julio A. Lagos, en sa qualité de commandant en chef, que le corps des officiers supérieurs de l’armée se subordonna, et à partir du 23 septembre, l’armée fut commandée par les trois généraux qui avaient dirigé la conspiration contre Perón : le général Bengoa, ministre de la Guerre, le général Lagos, commandant en chef de l’armée, et le général Aramburu, chef d’état-major. »

Pendant le coup d’État de 1955, deux des premières mesures prises par Lagos seront la mise en détention des dirigeants de l’ancien pouvoir en place au niveau régional et des militants des unités justicialistes de base, et l’incendie puis la démolition du local de la CGT de la province de Mendoza. Après qu’il se fut rendu maître par la force de la ville homonyme, Lagos ordonna d’occuper la base aérienne d’El Plumerillo, où il mit la main sur douze avions bombardiers Calquin  de fabrication nationale argentine, lesquels devaient ensuite, au cas où le président constitutionnel ne démissionnerait pas de ses fonctions, être employés à bombarder la population civile de Buenos Aires et les raffineries de pétrole de l’YPF à La Plata.

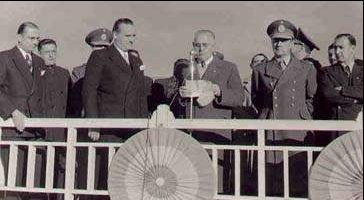
Le général Julio A. Lagos, en uniforme à droite, lors d’une réunion dans les locaux de l’YPF en 1949. Au micro, l’ingénieur Teodoro Platz.

Dans la nuit du 18 au 19 septembre, Lagos et son haut commandement élaborèrent un plan propre à démêler la difficile situation où se trouvait le général Eduardo Lonardi, chef du camp putschiste et futur dictateur après la victoire du coup d’État, mais pour l’heure enlisé à Córdoba. Il décida notamment de mener une attaque aérienne à partir de Villa Reynolds contre l’aérodrome de Las Higueras, siège de la cinquième brigade aérienne, opération lors de laquelle périrent cinq soldats conscrits.
Sous la dictature autodénommée Révolution libératrice, Lagos appuya le président de facto Eduardo Lonardi, personnalité de la faction nationaliste-catholique, mais il ne fut jamais accepté par le secteur le plus antipéroniste et libéral de l’armée, secteur dirigé par le successeur de Leonardi, le dictateur Pedro Eugenio Aramburu. Il renonça à son poste de commandant en chef et, en désaccord avec la politique militaire d’Aramburu, notamment avec l’exécution des militaires péronistes insurgés de 1956 emmenés par le général Juan José Valle, demanda sa mise à la retraite début juin 1956.
Retiré de l’armée, il remplit des fonctions diplomatiques aux États-Unis, au titre de chef de la délégation argentine auprès de l’Organisation interaméricaine de défense, entre 1956 et 1958, et en Espagne, en qualité d’ambassadeur, de 1962 à 1964.
Il rédigea plus tard trois ouvrages : Patagonia, Tierra de Bendición (littér. Patagonie, terre de bénédiction), Historia de las Comunicaciones en el Ejército Argentino (littér. Histoire des transmissions dans l’armée argentine), et Gral. Hilario D. Lagos (sur son aïeul).
Julio Lagos meurt le 11 octobre 1975 à son domicile de Martínez, dans le partido de San Isidro (grande banlieue nord-ouest de Buenos Aires). Depuis octobre 2000, l’École de transmissions de l’armée se nomme en son honneur « Tte. Gral. Julio Alberto Lagos ».